# Anthothoe vincentina
Anthothoe vincentina is een zeeanemonensoort uit de familie Sagartiidae. De anemoon komt uit het geslacht Anthothoe. Anthothoe vincentina werd in 1922 voor het eerst wetenschappelijk beschreven door Pax. 